# Râul Crăcălia
Râul Crăcălia este un curs de apă, afluent al râului Glăvănești. 